# Terra de Trobadors

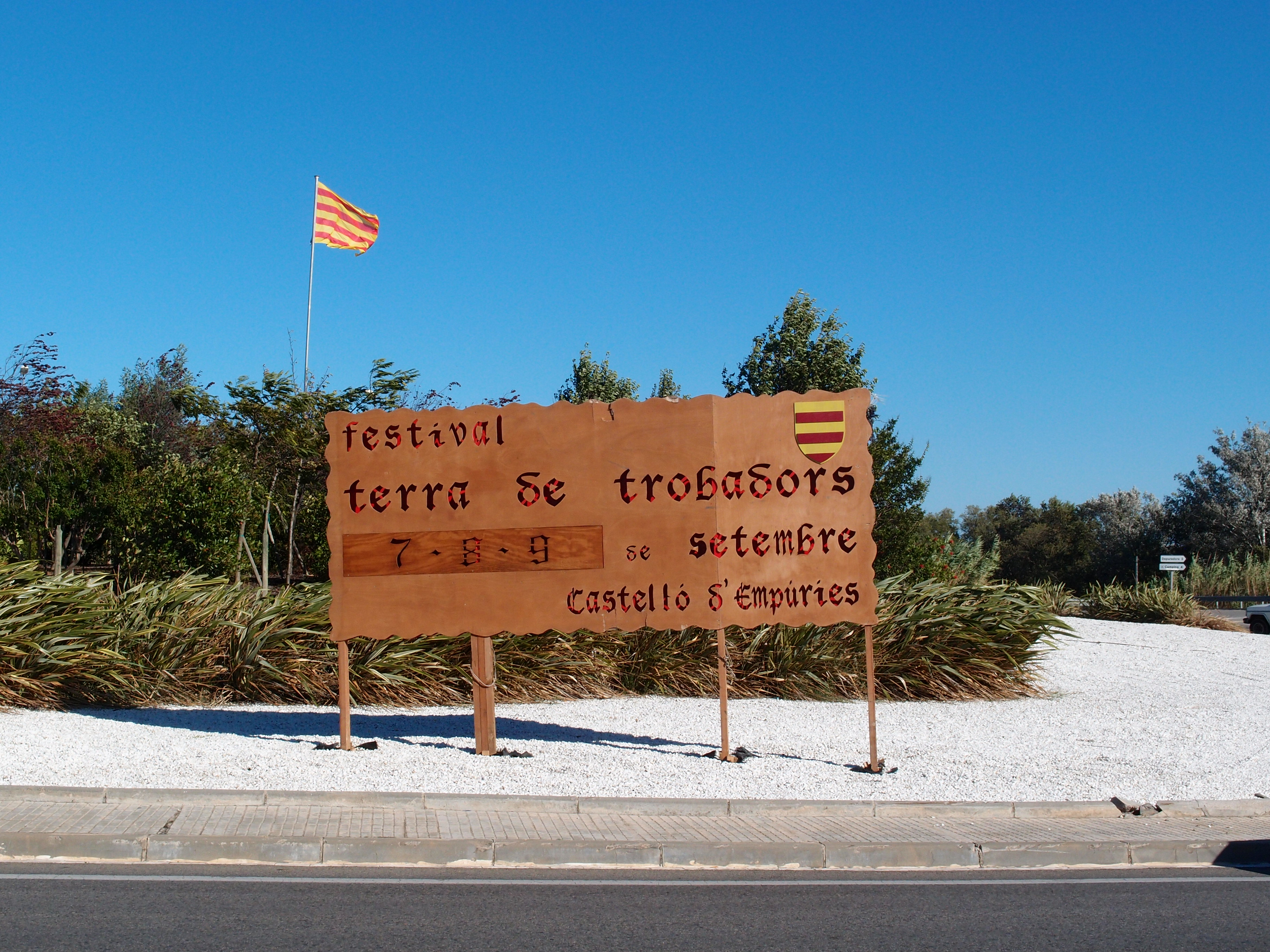
Hinweisschild in Castelló d’Empúries (2012)

Terra de Trobadors (Land der Troubadoure) ist ein mehrtägiges Festival, das alljährlich am zweiten Wochenende des Monats September im mittelalterlichen Ortskern der katalanischen Stadt Castelló d’Empúries veranstaltet wird.

## Geschichte
Das Fest entstand im Jahr 1991 auf Initiative einer Musikergruppe mit Namen CREMM-TROBAR (Centre de Recherche et d’Expression des Musiques Médiévales-Trobar) aus Carcassonne. Der Vorschlag zur Förderung historischer kultureller Beziehungen zwischen Nordkatalonien und Okzitanien wurde von der Region Languedoc-Roussillon und der Generaldirektion für kulturelle Entwicklung, Abteilung für Kultur der Provinzregierung von Katalonien sowie vom Rat der Provinz Girona unterstützt. Die Größe und das überregionale Medieninteresse haben Terra de Trobadors über die Jahre seit dem Veranstaltungsbeginn zu einem bedeutenden kulturellen Ereignis der Provinz sowie des Landes aufsteigen lassen und es bestehen heute Koproduktionen mit anderen europäischen Festivals.

## Veranstaltungspunkte

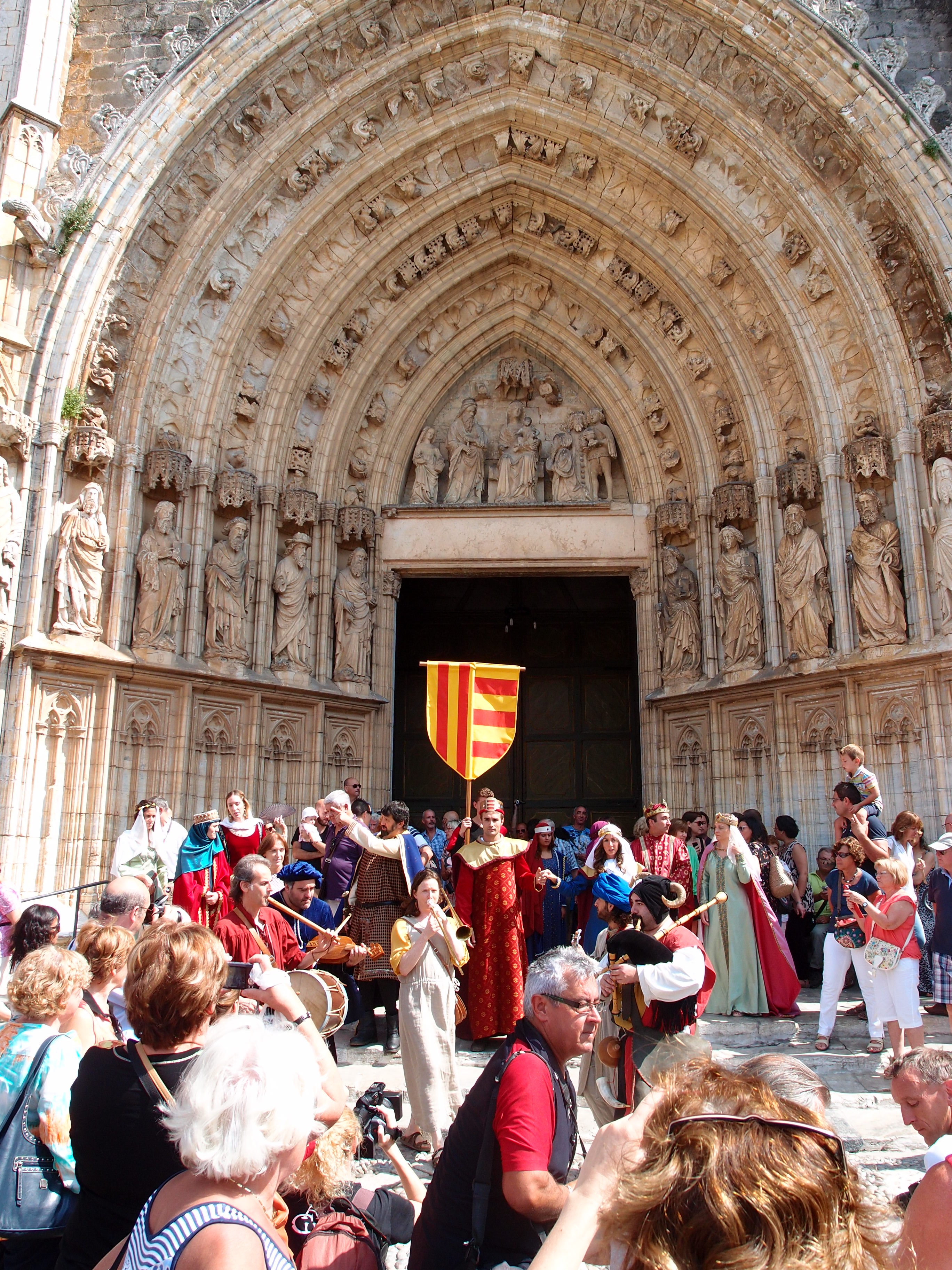
Das „gräfliche Paar“ vor der Basílica

Terra de Trobadors bietet an allen Veranstaltungstagen Darbietungen von Sängern und Gauklern, die an die mittelalterlichen Zeiten erinnern soll, als Castelló d’Empúries Hauptstadt der Grafschaft Empúries war. Öffentliche Konzerte, Straßentheater, Volkstänze, Verkaufsausstellungen von traditionellen Handarbeiten finden im gesamten historischen Ortskern von Castello de Empuries statt; Ritterturniere, zahlreiche Vorführungen von Troubadouren, Vorträge, Ausstellungen und geführte Besichtigungstouren sowie Ausritte für Kindergruppen gehören ebenfalls zum obligatorischen Veranstaltungsprogramm. Auf den Nebenplätzen der Basílica de Santa Maria wird ein großer Mittelaltermarkt abgehalten, während der Hauptvorplatz für zahlreiche Aufführungen genutzt wird. Einer der alljährlichen Höhepunkte des Festes ist das mittelalterliche Abendessen (Sopar Medieval), das um 22:00 Uhr im Innenhof des gräflichen Palastes ausgerichtet wird.
Seit einigen Jahren steht das Festival jeweils unter einem bestimmten Themenmotto, das die weit über 1000-jährige Geschichte der ehemaligen Grafschaft mit der Gegenwart verknüpfen soll. So wurde in vergangenen Festivals beispielsweise der Stammbaum der Grafen von Empúries thematisiert; aber auch wichtige historische Ereignisse in der Gemeinde, Legenden, Berufe, Adel und Rittertum sowie die Unterschiedlichkeit der Kulturen wurden jeweils zum Leitmotto des Terra de Trobadors bestimmt.
Hervorzuheben ist auch das große persönliche Engagement der örtlichen Vereine – sowie der Bevölkerung der Gemeinde Castelló d’Empúries insgesamt – welches das Festival Terra de Trobadors zu einem großen und bekannten Volksfest macht.

## Fotos und Kurzvideo

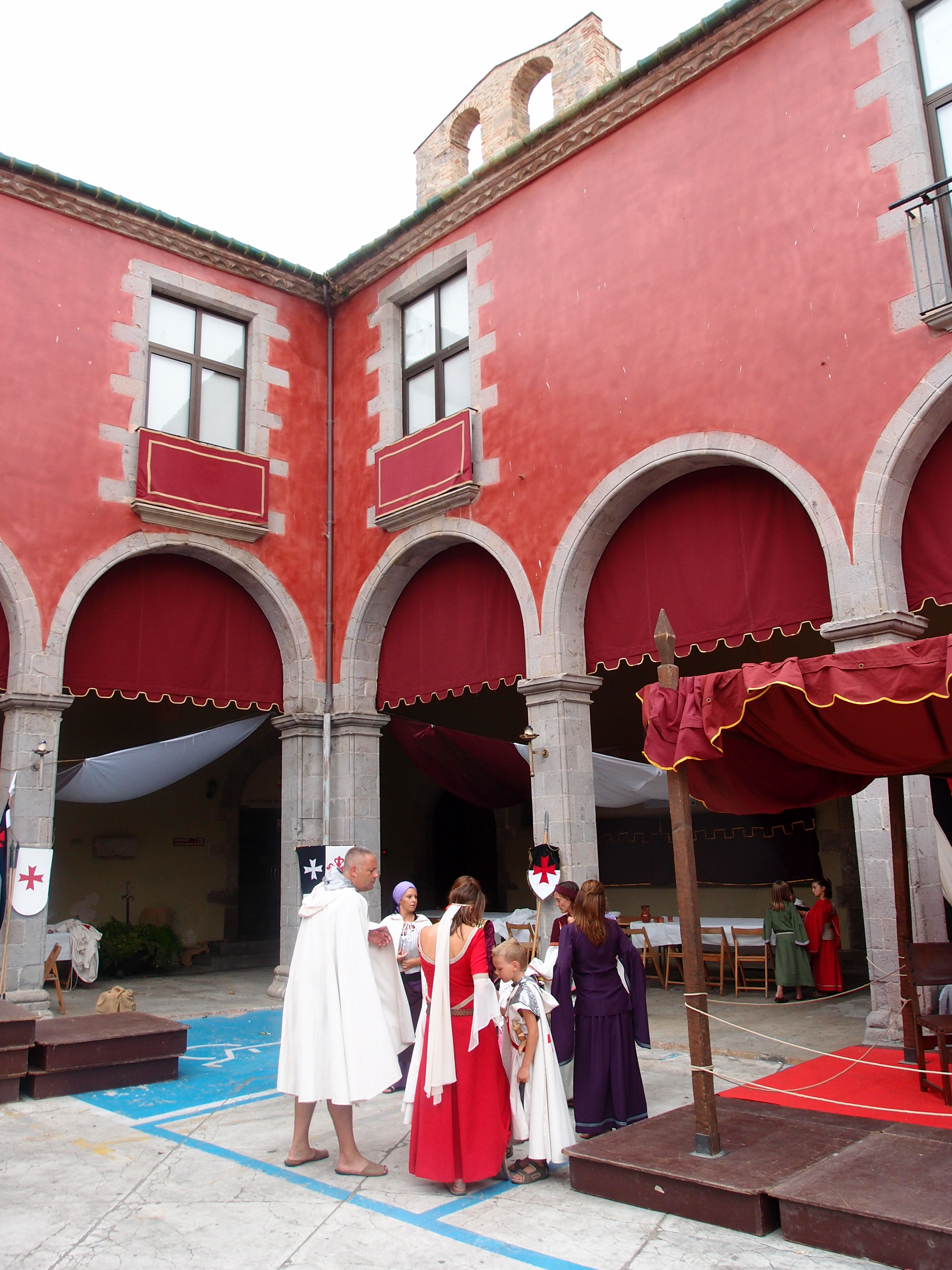
Gräflicher Palast 2012
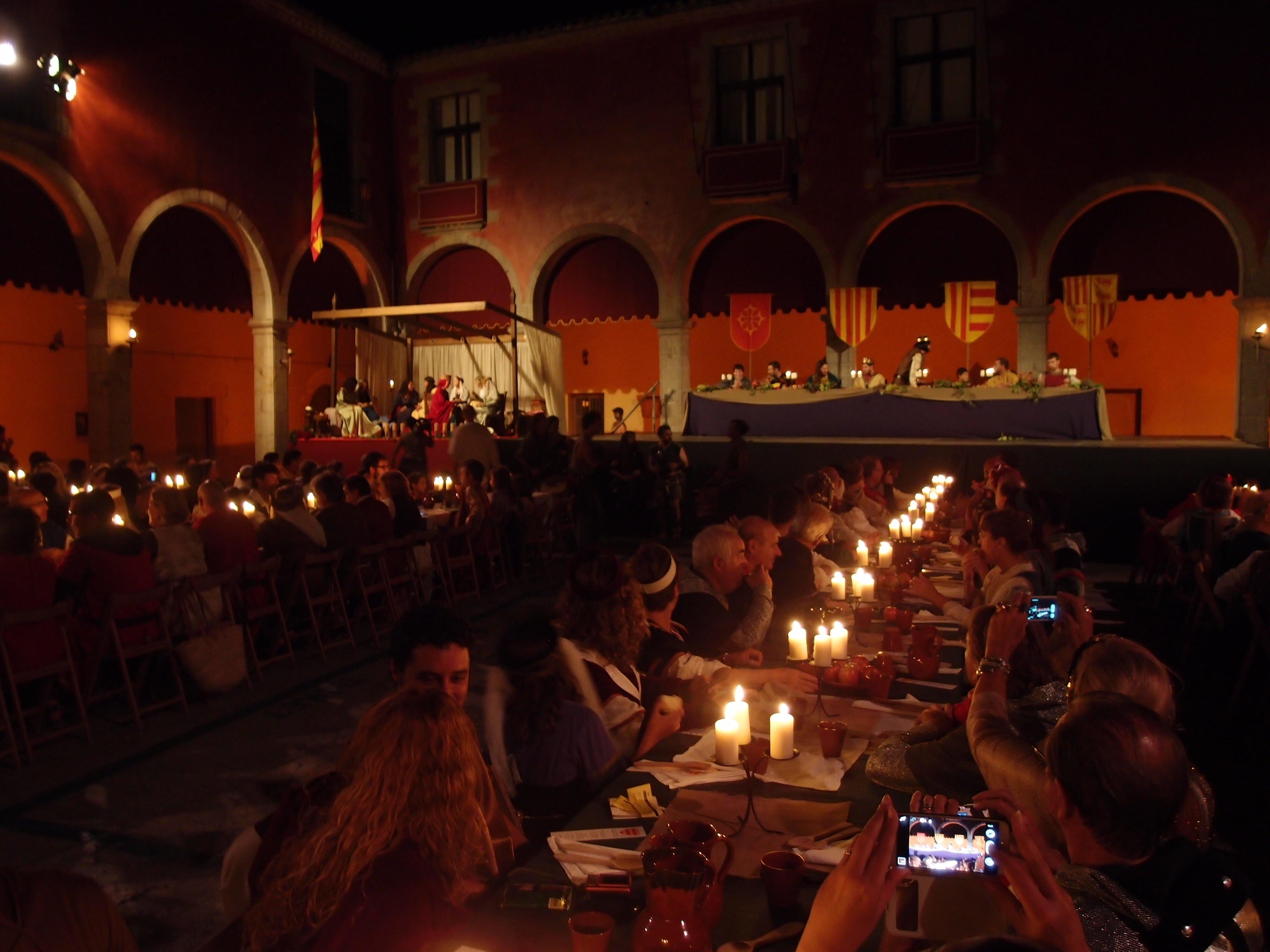
Sopar Medival 2013
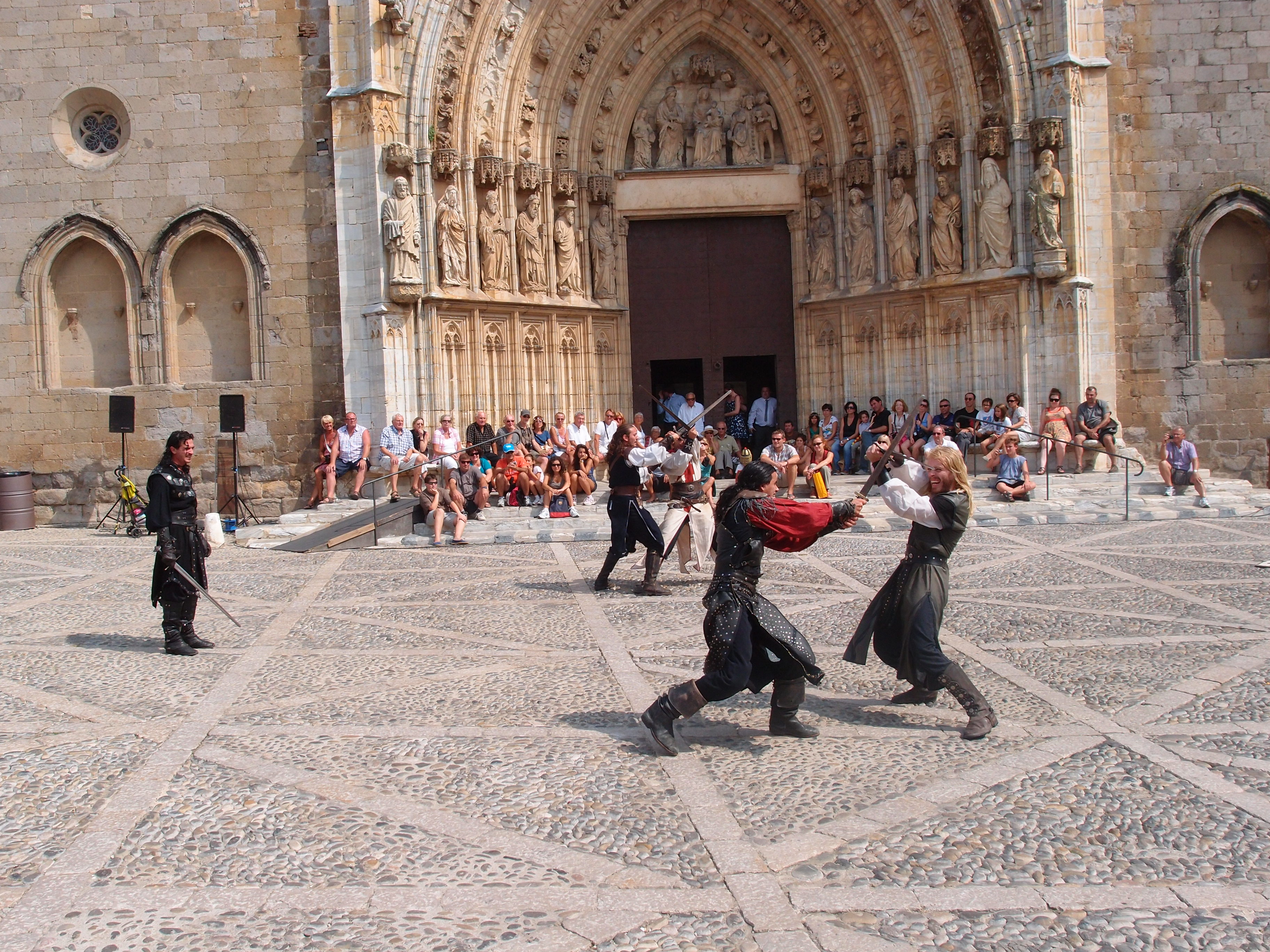
Schaukampf 2012
- Folkloristische Darbietung 2023 (Els Berros de la Cort)